# Studio Kai
Studio Kai (スタジオKAI Kabushiki-gaisha Sutajio KAI?) es un estudio de animación japonés con sede en Suginami. Es una filial completamente propiedad de ADK Emotions y es miembro de pleno derecho de la Asociación de Animación Japonesa (AJA).

## Historia
Studio KAI Inc. se estableció en junio de 2019 como una filial completamente propiedad de ADK Emotions. Ese mismo año, heredó mediante una escisión parcial parte de las actividades de producción de anime, así como derechos de propiedad intelectual y sus respectivas gestiones y operaciones, de la empresa Gonzo, otra compañía de animación perteneciente al grupo ADK Holdings en ese momento (ahora independiente).
El primer presidente y director ejecutivo de Studio Kai fue Ryoichi Katsumura, quien previamente había trabajado en ADK y había ocupado el puesto de presidente en Gonzo. El segundo presidente fue Kunihiko Shibata, quien también desempeñó funciones como representante de Nihon Ad Systems y director de Studio Kai y ADK Emotions. Sin embargo, el 28 de marzo de 2024, Shibata renunció tras un cambio en la junta directiva, y el puesto de tercer presidente y director ejecutivo fue asumido por Kenji Oshiba, quien anteriormente había sido miembro de la junta directiva.
Desde su fundación en 2019 hasta 2020, Studio Kai operó principalmente como un subcontratista y coproductor para Gonzo. Durante este período, el estudio llevó a cabo su primer proyecto como productor principal con la animación web en 3D Mushikago no Cagaster. En esta obra, la producción de animación en 3D estuvo a cargo del equipo de animación CG de Gonzo en Okinawa, que más tarde se convirtió en el departamento de 3DCG de Studio Kai. En 2021, Studio Kai produjo su primera serie de televisión como responsable principal, Uma Musume Pretty Derby 2nd Season, marcando un punto de inflexión, ya que desde entonces no ha recibido asistencia de Gonzo en sus proyectos.
El 1 de julio de 2024, Studio Kai renovó su sitio web oficial y actualizó su logotipo corporativo para reflejar una nueva etapa en su trayectoria.
El estudio reportó pérdidas de 165 millones de yenes en 2020.

## Sistema de producción
Studio Kai cuenta con una estructura organizativa que incluye tres principales divisiones en su departamento de producción. El departamento de producción consta de un departamento de dirección/animación (guion gráfico, dirección, animación clave y animación intermedia), un departamento de 3DCG y un departamento de producción (incluyendo roles como asistentes de producción, personal de escritorio y productores responsables del desarrollo integral de los proyectos).
En el departamento de dirección y animación de Studio Kai, muchos de los animadores provienen de la empresa de animación Satelight, y específicamente incluyen a miembros clave que trabajaron en la serie Senki Zesshō Symphogear durante su desarrollo. Por otro lado, el departamento de 3DCG está compuesto por el equipo de animación por computadora que pertenecía a Gonzo. Este equipo, conocido como Okinawa Gonzo, fue disuelto en 2019 y posteriormente integrado en Studio Kai como una unidad especializada en CG. En cuanto al departamento de producción, algunos productores y miembros del personal de producción se trasladaron tanto de Satelight como de GONZO, trayendo consigo su experiencia y conocimientos de ambas compañías. Esta combinación de talento de diferentes estudios fortalece la capacidad de Studio Kai para abordar diversos proyectos con experiencia multidisciplinaria.
Muchos de los profesionales destacados en dirección, animación y producción provienen del equipo principal que trabajó en la serie Senki Zesshō Symphogear. Entre ellos se encuentran los productores de animación Fumio Kaneko y Kazuya Shinoke, el diseñador de personajes y director de animación jefe Satoru Fujimoto, así como animadores clave y directores de animación como Hanyu, Shunta Sakamoto, y Toru Imanishi. Además, los directores de acción Fumiaki Mitsuda y Koki Shikiji, el director Takumi Narita, y el encargado de la producción Masashi Masuo, junto con otros supervisores de animación como Keita Fukuda y Ken Obata, también se trasladaron desde Satelight para integrarse en Studio Kai. Desde el 1 de abril de 2021, el director de animación en jefe de la serie Symphogear, Yosuke Kabashima, también forma parte del equipo de Studio Kai. Gracias a esta influencia y al talento acumulado, Studio Kai fue el encargado de producir la animación del opening del juego móvil Senki Zesshō Symphogear XD UNLIMITED, lanzado en septiembre de 2020.
La primera producción principal de Studio Kai para una serie de anime televisivo, Uma Musume Pretty Derby 2nd Season, destacó por la significativa participación de su equipo, muchos de los cuales fueron contribuyentes clave en la serie Symphogear. Masashi Masuo fue el productor de animación, mientras que Fumio Kaneko desempeñó el papel de supervisor general de animación. Takumi Narita asumió el rol de asistente de dirección, y Yosuke Kabashima se encargó del diseño de personajes. La dirección general de animación fue compartida entre Kabashima y Satoru Fujimoto. Además, Katsumi Ono, quien fue director en la serie Symphogear, participó como director de episodios, mientras que Shingo Nagai, quien coescribió los guiones de Symphogear, también contribuyó en los guiones de esta serie. Varios otros miembros del personal de Symphogear estuvieron profundamente involucrados en diferentes aspectos de la producción, como la dirección de episodios, el diseño de accesorios, la animación clave y la dirección de animación. Las animaciones en 3DCG para Uma Musume Pretty Derby Season 2 fueron realizadas por el departamento de 3DCG de Studio Kai, lo que subraya sus amplias capacidades internas. Cabe destacar que, antes de esto, el equipo había trabajado bajo el nombre de Satelight para producir la animación del segundo episodio del OVA Uma Musume Pretty Derby: BNW no Chikai, lanzado en diciembre de 2018.
Desde su establecimiento, Studio Kai ha puesto un énfasis considerable en la contratación de animadores como empleados, lo que ha dado como resultado una alta tasa de producción interna en áreas como la dirección, la supervisión de la animación y la animación clave. Al aumentar la proporción de producción interna, el estudio ha logrado una gestión más eficiente de los plazos y una colaboración más estrecha entre los miembros del equipo, lo que contribuye a mantener la calidad de la animación.

## Estilo
El personal de Studio Kai, como se mencionó anteriormente, está compuesto por el equipo principal de la serie Symphogear. Además de esta obra, los miembros de Studio Kai fueron los principales responsables de la producción de Uma Musume Pretty Derby Season 2, la animación del video musical del sexto aniversario de The Idolmaster Cinderella Girls Starlight Stage, y las escenas de baile de Shine Post. En lugar de utilizar animación 3DCG, como es común en la industria actual, estas escenas de baile fueron creadas mediante animación tradicional dibujada a mano. La experiencia adquirida a través de la serie Symphogear se refleja en la calidad de estas animaciones.

## Trabajos

### Series de televisión
| Año  | Título                                                                                               | Director(es)        | Fecha de primera transmisión | Fecha de última transmisión | Eps. | Nota/s | Refs.                       |
| ---- | --- | ------------------- | ---------------------------- | --------------------------- | ---- | --- | --------------------------- |
| 2021 | Uma Musume Pretty Derby 2nd Season                                                                   | Kei Oikawa          | 5 de enero de 2021           | 30 de marzo de 2021         | 13   | Secuela de Uma Musume Pretty Derby.                                                                                  | [ 8 ]                       |
| 2021 | Super Cub                                                                                            | Toshiro Fujii       | 7 de abril de 2021           | 23 de junio de 2021         | 12   | Adaptación de la novela ligera escrita por Tone Kōken e ilustrada por Hiro.                                          | [ 17 ]                      |
| 2022 | Gaikotsu Kishi-sama, Tadaima Isekai e Odekakechuu                                                    | Katsumi Ono         | 7 de abril de 2022           | 23 de junio de 2022         | 12   | Adaptación de la novela ligera escrita por Ennki Hakari e ilustrada por KeG. Coproducción junto a HORNETS.           | [ 18 ]                      |
| 2022 | The Prince of Tennis II: U-17 World Cup                                                              | Keiichiro Kawaguchi | 7 de julio de 2022           | 29 de septiembre de 2022    | 13   | Basado en la franquicia The Prince of Tennis. Coproducción junto a M.S.C.                                            | [ 19 ]                      |
| 2022 | Shine Post                                                                                           | Kei Oikawa          | 13 de julio de 2022          | 19 de octubre de 2022       | 12   | Adaptación del manga escrito por Rakuda.                                                                             | [ 20 ]                      |
| 2022 | Fūto Tantei                                                                                          | Yōsuke Kabashima    | 1 de agosto de 2022          | 17 de octubre de 2022       | 12   | Adaptación del manga escrito por Riku Sanjo e ilustrado por Masaki Sato.                                             | [ 21 ]                      |
| 2023 | Captain Tsubasa Season 2: Junior Youth-hen                                                           | Katsumi Ono         | 1 de octubre de 2023         | 30 de junio de 2024         | 39   | Secuela de Captain Tsubasa (2018).                                                                                   | [ 22 ]                      |
| 2023 | Uma Musume Pretty Derby 3rd Season                                                                   | Kei Oikawa          | 5 de octubre de 2023         | 28 de diciembre de 2023     | 13   | Secuela de Uma Musume Pretty Derby 2nd Season.                                                                       | [ 23 ]                      |
| 2024 | Loop 7-kaime no Akuyaku Reijō wa, Moto Tekikoku de Jiyū Kimama na Hanayome Seikatsu wo Mankitsu Suru | Kazuya Iwata        | 7 de enero de 2024           | 24 de marzo de 2024         | 12   | Adaptación de la novela ligera escrita por Tōko Amekawa e ilustrada por Wan Hachipisu. Coproducción junto a HORNETS. | [ 24 ]                      |
| 2025 | Jigoku Sensei Nube                                                                                   | Yasuyuki Ōishi      | 2 de julio de 2025           | —                           | —    | Adaptación del manga escrito por Shō Makura e ilustrado por Okano Takeshi.                                           | [ 25 ] [ 26 ] [ 27 ] [ 28 ] |
| 2025 | Taiyō Yori mo Mabushii Hoshi                                                                         | Aya Kobayashi       | 2 de octubre de 2025         | —                           | —    | Adaptación del manga escrito e ilustrado por Nonco.                                                                  | [ 29 ] [ 30 ]               |
| 2026 | Yūsha-kei ni Shosu: Chōbatsu Yūsha 9004-tai Keimu Kiroku                                             | Hiroyuki Takashima  | Enero de 2026                | —                           | —    | Adaptación de la novela ligera escrita por Rocket Shokai e ilustrada por Mephisto.                                   | [ 31 ] [ 32 ] [ 33 ] [ 34 ] |
| 2026 | Jigoku Sensei Nube Part 2                                                                            | Yasuyuki Ōishi      | Enero de 2026                | —                           | —    | Secuela de Jigoku Sensei Nube.                                                                                       | [ 28 ]                      |
| 2026 | Kanan-sama wa Akumade Choroi                                                                         | —                   | 2026                         | —                           | —    | Adaptación del manga escrito e ilustrado por Kazune Kawahara.                                                        | [ 35 ]                      |
| 2026 | Snowball Earth                                                                                       | Munehisa Sakai      | 2026                         | —                           | —    | Adaptación del manga escrito e ilustrado por Yuhiro Tsujitsugu.                                                      | [ 36 ]                      |

### Películas
| Año  | Título                                        | Director(es)     | Duración | Nota/s                  | Refs.  |
| ---- | --------------------------------------------- | ---------------- | -------- | ----------------------- | ------ |
| 2024 | Fūto Tantei Movie: Kamen Rider Skull no Shōzō | Yōsuke Kabashima | 82m      | Secuela de Fūto Tantei. | [ 37 ] |

### ONAs
| Año  | Título                                                     | Director(es)        | Fecha de primera transmisión | Fecha de última transmisión | Eps. | Nota/s                                                                               | Refs.  |
| ---- | ---------------------------------------------------------- | ------------------- | ---------------------------- | --------------------------- | ---- | ------------------------------------------------------------------------------------ | ------ |
| 2020 | Mushikago no Cagaster                                      | Kōichi Chigira      | 6 de febrero de 2020         | 6 de febrero de 2020        | 12   | Adaptación del manga escrito e ilustrado por Kachō Hashimoto.                        | [ 7 ]  |
| 2020 | 7 Seeds 2nd Season                                         | Yukio Takahashi     | 26 de marzo de 2020          | 26 de marzo de 2020         | 12   | Secuela de 7 Seeds.                                                                  | [ 38 ] |
| 2021 | The New Prince of Tennis: Hyotei vs. Rikkai Game of Future | Keiichiro Kawaguchi | 13 de febrero de 2021        | 17 de abril de 2021         | 2    | Basado en la franquicia The Prince of Tennis. Coproducción junto a M.S.C.            | [ 39 ] |
| 2021 | 23-ji no Saga Meshi Anime                                  | Satoru Fujimoto     | 15 de febrero de 2021        | 24 de febrero de 2021       | 10   | Una serie de animaciones cortas para promocionar la comida de la Prefectura de Saga. | [ 40 ] |

### OVAs
| Año  | Título                   | Director(es) | Fecha de primera transmisión | Fecha de última transmisión | Eps. | Nota/s                                             | Refs.  |
| ---- | ------------------------ | ------------ | ---------------------------- | --------------------------- | ---- | -------------------------------------------------- | ------ |
| 2012 | Hori-san to Miyamura-kun | Kazuya Aiura | 26 de septiembre de 2012     | 25 de mayo de 2021          | 6    | Adaptación del manga escrito e ilustrado por HERO. | [ 41 ] |